# Yuki Fuji
Yuki Fuji (冨士 祐樹 Fuji Yuki?, nacido el 7 de mayo de 1981 en Saitama) es un exfutbolista japonés. Jugaba de defensa y su último club fue el Suzuka Unlimited FC de Japón.

## Trayectoria

### Clubes
| Club                | País  | Año         |
| ------------------- | ----- | ----------- |
| Tokushima Vortis    | Japón | 2004 - 2007 |
| Giravanz Kitakyushu | Japón | 2008 - 2014 |
| FC Gifu             | Japón | 2015 - 2016 |
| Suzuka Unlimited FC | Japón | 2017        |

## Estadística de carrera

### J. League
| Club                | Año   | J. League | J. League | Copa J. League | Copa J. League | Total | Total |
| Club                | Año   | Part.     | Goles     | Part.          | Goles          | Part. | Goles |
| ------------------- | ----- | --------- | --------- | -------------- | -------------- | ----- | ----- |
| Tokushima Vortis    | 2005  | 28        | 1         | -              | -              | 28    | 1     |
| Tokushima Vortis    | 2006  | 3         | 0         | -              | -              | 3     | 0     |
| Tokushima Vortis    | 2007  | 8         | 0         | -              | -              | 8     | 0     |
| Giravanz Kitakyushu | 2010  | 9         | 1         | -              | -              | 9     | 1     |
| Giravanz Kitakyushu | 2011  | 27        | 0         | -              | -              | 27    | 0     |
| Giravanz Kitakyushu | 2012  | 18        | 0         | -              | -              | 18    | 0     |
| Giravanz Kitakyushu | 2013  | 32        | 2         | -              | -              | 32    | 2     |
| Giravanz Kitakyushu | 2014  | 39        | 4         | -              | -              | 39    | 4     |
| FC Gifu             | 2015  | 21        | 0         | -              | -              | 21    | 0     |
| FC Gifu             | 2016  | 10        | 1         | -              | -              | 10    | 1     |
| Total               | Total | 195       | 9         | 0              | 0              | 195   | 9     |